# Pérdida irrecuperable de eficiencia

Pérdida irrecuperable de eficiencia creada por un precio tope vinculante. El excedente del productor se reducirá necesariamente, mientras que el excedente del consumidor puede incrementarse o no; sin embargo, la disminución en el excedente del productor debe ser mayor que el incremento (de darse alguno) en el excedente del consumidor.

En economía, la pérdida irrecuperable de eficiencia (también conocido como pérdida de peso muerto, ineficiencia en la asignación o Triángulo de Harberger) es una pérdida de eficiencia económica que puede ocurrir cuando el equilibrio para un bien o servicio no es óptimo. Para que exista, debe suceder o bien que las personas que tendrían mayor utilidad marginal que coste marginal no estén comprando el producto o bien que las personas que tendrían mayor coste marginal que utilidad marginal estén comprando el producto. La pérdida de eficiencia puede convertirse en beneficio cuando exista una externalidad negativa, ya que ayuda a todas las personas a quienes perjudica la externalidad negativa.
Las causas de la pérdida irrecuperable de eficiencia pueden incluir la fijación de precios monopólicos, externalidades, impuestos o subsidios y fijación de precios topes o mínimos. La pérdida irrecuperable de eficiencia también puede referirse a la "carga excesiva" de un monopolio o impuestos.

## Debate entre Hicks y Marshall
John Hicks y Alfred Marshall establecieron una importante distinción en la definición del término. Marshall relaciona la pérdida irrecuperable de eficiencia con el concepto de excedente del consumidor, de tal manera que la pérdida de eficiencia es cero cuando la demanda es perfectamente elástica o la oferta es perfectamente inelástica. Por su parte, Hicks analiza las curvas de indiferencia y señala que, cuando la curva de demanda de Marshall exhibe una inelasticidad perfecta, la situación política o económica que ocasionó una distorsión en los precios relativos tendrá un efecto en el ingreso y este efecto en el ingreso es una pérdida irrecuperable de eficiencia.